# Gare de Leffrinckoucke
Gare de Leffrinckoucke vasútállomás Franciaországban, Leffrinckoucke településen.

## Vasútvonalak
Az állomást az alábbi vasútvonalak érintik:
- Dunkerque-Locale–Bray-Dunes-vasútvonal

## Kapcsolódó állomások
A vasútállomáshoz az alábbi állomások vannak a legközelebb: